# Anostomus anostomus
Espèce
L'Anostomus rayé (Anostomus anostomus),aussi appelé anostomus strié, est une espèce de petits poissons du genre Anostomus.

## Étymologie
Anostumus vient du grec "ana" (ἀνά) signifiant "haut" et de "stoma" (στόμα) signifiant "bouche", ce qui fait référence à la particularité qu'ont les poissons de cette famille d'avoir la bouche orientée vers le haut.
Son nom vernaculaire français est anostomus rayé ou anostomus strié. En anglais, il est appelé Striped Anostomus ou Striped headstander.

## Description
Ce poisson mesure environ 15 cm. Il possède sur son corps des bandes horizontales dorées et noires. Ses nageoires sont argentées, avec des taches écarlates. De plus, comme son nom l'indique, sa bouche est tournée vers le haut. La femelle est généralement plus ronde que le mâle.

## Répartitions
Cette espèce est originaire d'Amérique du Sud: Venezuela, Brésil, Guyana, Pérou, Colombie, Suriname et Guyane française. En effet ce poisson vit dans l'Amazone et l'Orénoque.

## Habitat
On peut trouver ce poisson le long des rivages rocheux des rivières à courant rapide, où il se nourrit. En effet, ce poisson mange principalement des algues, mais il peut lui arriver de manger des petits vertébrés.

## Comportement
L'Anostomus strié est un poisson grégaire, calme et assez craintif. Cependant, il peut se montrer agressif envers ses congénères dans les groupes de moins de sept individus.

## Aquariophilie
Ce poisson est apprécié des aquariophiles. Cependant, en petit groupe, il peut s'attaquer à ses congénères. Il lui arrive aussi de manger les escargots de l'aquarium. Il est conseillé de la placer dans un aquarium de 200 litres, dont la températures est comprise entre 24 et 28 degrés. En tant que poisson craintif, il lui faut des cachettes.

## Synonymes latins
- Anostomus salmoneus Gronow, 1854
- Mormyrynchus gronoveii Swainson, 1839
- Salmo anostomus Linnaeus, 1758
- Leporinus anostomus (Linnaeus, 1758)
- Pithecocharax anostomus (Linnaeus, 1758)